# Elecciones provinciales de Santa Cruz de 2015
Las Elecciones Generales de la Provincia de Santa Cruz 2015 se realizaron el 25 de octubre de 2015. Además de los cargos ejecutivos, se eligieron 24 diputados provinciales, 15 intendentes municipales, 5 comisionados de fomento y 77 concejales.
Para estas elecciones se utilizó la Ley de Lemas, que había sido reformada en 2014 para que fuese válida para los cargos de gobernador y vicegobernador. La reforma fue en un principio declarada inconstitucional por el juez de esa provincia Francisco Marincovich en marzo de 2015; sin embargo, fue posteriormente avalada por el Tribunal Superior de Justicia de la Provincia el 18 de septiembre de 2015.

## Diputados por municipio
| Distrito                    | Localidades incluidas                                                                              |
| --------------------------- | -------------------------------------------------------------------------------------------------- |
| 28 de Noviembre             | - 28 de Noviembre                                                                                  |
| Caleta Olivia               | - Caleta Olivia - Cañadón Seco - Estancia Cañadón Seco y Caleta Olivia                             |
| Comandante Luis Piedrabuena | - Comandante Luis Piedrabuena - Estancia Comandante Luis Piedrabuena                               |
| El Calafate                 | - El Calafate - Tres Lagos - El Chaltén                                                            |
| Gobernador Gregores         | - Gobernador Gregores - Estancia Gobernador Gregores - Tamel Aike                                  |
| Las Heras                   | - Las Heras - Estancia Las Heras                                                                   |
| Los Antiguos                | - Los Antiguos - Lago Posadas                                                                      |
| Perito Moreno               | - Perito Moreno - Estancia Perito Moreno - Bajo Caracoles                                          |
| Pico Truncado               | - Pico Truncado - Estancia Pico Truncado y Koluel Kayke - Gobernador Moyano - Jaramillo y Fitz Roy |
| Puerto Deseado              | - Puerto Deseado - Estancia Puerto Deseado                                                         |
| Puerto San Julián           | - Puerto San Julián - Estancia Puerto San Julián                                                   |
| Puerto Santa Cruz           | - Puerto Santa Cruz - Estancia Puerto Santa Cruz                                                   |
| Río Gallegos                | - Río Gallegos - Estancia Río Gallegos - Esperanza                                                 |
| Río Turbio                  | - Río Turbio - Estancia Río Turbio                                                                 |

## Resultados

### Gobernador y vicegobernador
| Lema                   | Lema                                      | Sublema               | Fórmula               | Fórmula               | Sublema               | Sublema               | Lema    | Lema  |
| Lema                   | Lema                                      | Sublema               | Gobernador            | Vicegobernador        | Votos                 | %                     | Votos   | %     |
| ---------------------- | ----------------------------------------- | --------------------- | --------------------- | --------------------- | --------------------- | --------------------- | ------- | ----- |
|                        | Frente para la Victoria Santacruceña      | Siempre Santa Cruz    | Alicia Kirchner       | Pablo González        | 58.888                | 67,52                 | 87.220  | 50,97 |
| Santa Cruz Somos Todos | Frente para la Victoria Santacruceña      | Daniel Peralta        | Francisco Venturelli  | 28.332                | 32,48                 |                       | 87.220  | 50,97 |
|                        | Unión para Vivir Mejor                    | Juntos por el Cambio  | Eduardo Raúl Costa    | Carlos Zielke         | 71.227                | 89,60                 | 79.495  | 46,46 |
| En Cambio Justo        | Unión para Vivir Mejor                    | Osvaldo Pérez         | Ana Villarroel        | 8.268                 | 10,40                 |                       | 79.495  | 46,46 |
|                        | Frente de Izquierda y de los Trabajadores | —                     | Manuel Valentín       | Norma Villamayor      | —                     | —                     | 3.737   | 2,18  |
|                        | Movimiento Socialista de los Trabajadores | —                     | Emilio Poliak         | Anabel Stekar         | —                     | —                     | 447     | 0,26  |
|                        | Movimiento al Socialismo                  | —                     | Gustavo Nauto         | Mónica Migan          | —                     | —                     | 205     | 0,12  |
| Votos positivos        | Votos positivos                           | Votos positivos       | Votos positivos       | Votos positivos       | Votos positivos       | Votos positivos       | 171.104 | 92,83 |
| Votos en blanco        | Votos en blanco                           | Votos en blanco       | Votos en blanco       | Votos en blanco       | Votos en blanco       | Votos en blanco       | 11.033  | 5,99  |
| Votos anulados         | Votos anulados                            | Votos anulados        | Votos anulados        | Votos anulados        | Votos anulados        | Votos anulados        | 2.188   | 1,19  |
| Participación          | Participación                             | Participación         | Participación         | Participación         | Participación         | Participación         | 184.325 | 77,57 |
| Electores registrados  | Electores registrados                     | Electores registrados | Electores registrados | Electores registrados | Electores registrados | Electores registrados | 237.619 | 100   |
| Fuente:                |                                           |                       |                       |                       |                       |                       |         |       |

### Cámara de Diputados
| Lema                               | Lema                                      | Sublema | Diputado provincial | Diputado provincial   | Diputado provincial   | Diputado provincial   | Diputado provincial | Diputado provincial | Diputado provincial | Diputado por municipio | Diputado por municipio | Diputado por municipio | Bancas totales |
| Lema                               | Lema                                      | Sublema | Sublema | Sublema               | Sublema               | Sublema               | Lema                | Lema                | Lema                | Lema                   | Lema                   | Lema                   | Bancas totales |
| Lema                               | Lema                                      | Sublema | Candidatos | Votos                 | %                     | Bancas                | Votos               | %                   | Bancas              | Votos                  | %                      | Bancas                 | Bancas totales |
| ---------------------------------- | ----------------------------------------- | --- | --- | --------------------- | --------------------- | --------------------- | ------------------- | ------------------- | ------------------- | ---------------------- | ---------------------- | ---------------------- | -------------- |
|                                    | Frente para la Victoria Santacruceña      | Siempre Santa Cruz | Ver candidatos: 1. Horacio Matías Mazú 2. Miryam Margot Alonso 3. Claudio José García 4. José Matías Bezi 5. Stella Maris García 6. Juan Manuel Miñones 7. Paola Karina Kiernan 8. Jorge Adolfo Turinetto 9. Iris Adriana Rasgido 10. Jorge Chávez                                      | 46.137                | 62,90                 | 4/10                  | 73.354              | 50,30               | 5/10                | 75.205                 | 50,80                  | 10/14                  | 15/24          |
| Santa Cruz Somos Todos             | Frente para la Victoria Santacruceña      | Ver candidatos: 1. Gabriela Alejandra Peralta 2. Francisco Héctor Vázquez 3. Javier Omar Castro 4. Palmira Susana Gaete 5. Juan Domingo Espinoza 6. Enrique Daniel Sloper 7. Verónica Paola De Cristófaro 8. Antonio Mamoli 9. Vicente Eduardo Alvarez 10. Fabiana Marciel Godoy       | 22.595 | 30,80                 | 1/10                  |                       | 73.354              | 50,30               | 5/10                | 75.205                 | 50,80                  | 10/14                  | 15/24          |
| Por Siempre Santa Cruz             | Frente para la Victoria Santacruceña      | Ver candidatos: 1. Alejandro Guillermo Victoria 2. Mariela Flavia Guardo 3. Ariel Omar Varela 4. Argentina Nieves Beroiza 5. Matías Javier Leonetti 6. Alberto Bernardo Quarta 7. Yamna Farida Mansilla 8. Luis Carlos Díaz 9. Víctor Javier González Bravo 10. Vilma Ethel Monsalvo   | 4.622 | 6,30                  | —                     |                       | 73.354              | 50,30               | 5/10                | 75.205                 | 50,80                  | 10/14                  | 15/24          |
|                                    | Unión para Vivir Mejor                    | Aceptá el Desafío | Ver candidatos: 1. Gerardo Vicente Terraz 2. Roxana Nahir Claudia Reyes 3. Pedro Alejandro Valenzuela 4. Fernando Javier Bielle 5. María Isabel Ampuero 6. Sergio Ramón Lumachi 7. César Daniel Guatti 8. Sandra Beatriz Aguirre 9. Yanina Silvia Gribaudo 10. Néstor Raúl Moro         | 21.630                | 33,12                 | 2/10                  | 65.301              | 44,77               | 5/10                | 67.744                 | 45,76                  | 4/14                   | 9/24           |
| Compromiso por Santa Cruz          | Unión para Vivir Mejor                    | Ver candidatos: 1. José Alberto Lozano 2. Hernán Mauricio Gómez 3. Patricia Rosenda Acosta 4. Alejandra Mónica Assat 5. Julio Oscar Díaz 6. David Elder 7. Alicia Fabiana Eiras 8. Julio César Coronel 9. Rodolfo Guerra 10. Romina Solange Bazán                                      | 11.911 | 18,24                 | 1/10                  |                       | 65.301              | 44,77               | 5/10                | 67.744                 | 45,76                  | 4/14                   | 9/24           |
| En Cambio Justo                    | Unión para Vivir Mejor                    | Ver candidatos: 1. José Carlos Andrés Blassiotto 2. Aldo Fabián Sobrino 3. Erica Lucy Jaramillo 4. Diego Fernando Andrade 5. José Francisco Maldonado 6. Victoria Benjamina Yantorno 7. Víctor Hugo De Paz 8. Luis Alberto Quitoman 9. Sandra Graciela Guinao 10. Nancy Elizabeth Caro | 11.112 | 17,02                 | 1/10                  |                       | 65.301              | 44,77               | 5/10                | 67.744                 | 45,76                  | 4/14                   | 9/24           |
| Encuentro Ciudadano por Santa Cruz | Unión para Vivir Mejor                    | Ver candidatos: 1. Gabriela Miriam Mestelán 2. Andrés Felipe Pérez 3. Ana Ruth Gerrero 4. Roberto Daniel Ochoa 5. María Pía Pérez Gallart 6. Horacio Bernardino Asiadin 7. René Manuel Aramburu 8. Rosana Elizabeth Espinoza 9. Graciela Beatriz Wiertz 10. Gabriel Esteban Oliva      | 8.410 | 12,88                 | 1/10                  |                       | 65.301              | 44,77               | 5/10                | 67.744                 | 45,76                  | 4/14                   | 9/24           |
| Unión para el Cambio               | Unión para Vivir Mejor                    | Ver candidatos: 1. Luis Héctor González 2. Adela Margarita Gómez 3. Omar Aziz Coria 4. Alberto Alfredo Bardón 5. Adriana Rita Quiroga 6. Ana María Taboada 7. Angel Javier Miño 8. Fabiana Elizabet Maidana 9. Dorita de los Ángeles Carrizo Barboza 10. Segundo Nicolás Montivero     | 4.766 | 7,30                  | —                     |                       | 65.301              | 44,77               | 5/10                | 67.744                 | 45,76                  | 4/14                   | 9/24           |
| El Camino del Cambio               | Unión para Vivir Mejor                    | Ver candidatos: 1. Víctor Muriete 2. Jorge Omar Di Tulio 3. Daiana Beatriz Dubravcic 4. Alicia Gómez 5. Marcelo Enrique Obreque Soto 6. Daniel Norberto Pérez 7. Flavia Palacio Vega 8. Enrique Orlando González 9. Paulo Celestino Velázquez 10. Violeta del Carmen Godoy             | 4.267 | 6,53                  | —                     |                       | 65.301              | 44,77               | 5/10                | 67.744                 | 45,76                  | 4/14                   | 9/24           |
| Mejor Gestión                      | Unión para Vivir Mejor                    | Ver candidatos: 1. Héctor Daniel Vidal 2. Hilda Fany Barrera 3. Carola Alejandra Neri 4. Matías Ezequiel Sandoval 5. Mabel Margarita Erazo 6. Andrés Alejandro Pérez 7. José María Incaurgarat 8. Laura Janet Rebolledo 9. Jonathan Alexis Arismendi 10. Karina Giselle Franzone       | 3.205 | 4,91                  | —                     |                       | 65.301              | 44,77               | 5/10                | 67.744                 | 45,76                  | 4/14                   | 9/24           |
|                                    | Frente de Izquierda y de los Trabajadores | — | Ver candidatos: 1. Miguel del Plá 2. Marcela del Carmen Chaile 3. Lía del Carmen Santillán 4. Fernando Emanuel Taberne 5. Leonardo Fidel Altamirano 6. Tania Ayelén Veloso 7. María Valeria Alvarez 8. Mario Alejandro Monti 9. Marta Isabel Malmoria 10. Cristian Emilio Cardeza       | —                     | —                     | —                     | 6.301               | 4,32                |                     | 4.848                  | 3,27                   |                        |                |
|                                    | Movimiento Socialista de los Trabajadores | — | Ver candidatos: 1. Sara Ester Felmer 2. Miguel Ángel Rodríguez 3. Pablo Marcelo Godoy 4. Magdalena Ester Costilla 5. Janet Mabel Tenorio Marco 6. Ariel Alberto Cárcamo 7. Leonardo Antonio Méndez 8. Carla Verónica Córdoba 9. Alex Gabriel Mansilla Caimilla 10. Mario Alberto Barría | —                     | —                     | —                     | 651                 | 0,45                | 252                 | 0,17                   |                        |                        |                |
|                                    | Movimiento al Socialismo                  | — | Ver candidatos: 1. Paula Karina Nauto 2. Juan Carlos Benzini 3. María Fernanda Sampayo 4. Juan Manuel Nauto 5. Ivana Vanesa Sanabria 6. Walter Sánchez 7. Doriana Isnelda Villarroel 8. Gustavo Daniel Nauto 9. Rita Cristina Yapura 10. Gustavo Nicolás Sáez                           | —                     | —                     | —                     | 239                 | 0,16                | —                   | —                      |                        |                        |                |
| Votos positivos                    | Votos positivos                           | Votos positivos | Votos positivos | Votos positivos       | Votos positivos       | Votos positivos       | 145.846             | 79,12               | 148.049             | 80,37                  |                        |                        |                |
| Votos en blanco                    | Votos en blanco                           | Votos en blanco | Votos en blanco | Votos en blanco       | Votos en blanco       | Votos en blanco       | 36.403              | 19,75               | 34.023              | 18,47                  |                        |                        |                |
| Votos anulados                     | Votos anulados                            | Votos anulados | Votos anulados | Votos anulados        | Votos anulados        | Votos anulados        | 2.076               | 1,13                | 2.145               | 1,16                   |                        |                        |                |
| Participación                      | Participación                             | Participación | Participación | Participación         | Participación         | Participación         | 184.325             | 77,57               | 184.217             | 77,56                  |                        |                        |                |
| Electores registrados              | Electores registrados                     | Electores registrados | Electores registrados | Electores registrados | Electores registrados | Electores registrados | 237.619             | 100                 | 237.519             | 100                    |                        |                        |                |
| Fuente:                            |                                           | | |                       |                       |                       |                     |                     |                     |                        |                        |                        |                |

#### Resultados por municipios
| 28 de Noviembre 1 Diputado             | 28 de Noviembre 1 Diputado                | 28 de Noviembre 1 Diputado          | 28 de Noviembre 1 Diputado         | 28 de Noviembre 1 Diputado | 28 de Noviembre 1 Diputado | 28 de Noviembre 1 Diputado | 28 de Noviembre 1 Diputado |
| Lema                                   | Lema                                      | Sublema                             | Candidato                          | Sublema                    | Sublema                    | Lema                       | Lema                       |
| Lema                                   | Lema                                      | Sublema                             | Candidato                          | Votos                      | %                          | Votos                      | %                          |
| -------------------------------------- | ----------------------------------------- | ----------------------------------- | ---------------------------------- | -------------------------- | -------------------------- | -------------------------- | -------------------------- |
|                                        | Frente para la Victoria Santacruceña      | 28 somos Todos                      | Hugo Ariel Garay                   | 1.288                      | 39,18                      | 3.287                      | 70,70                      |
| Abanderada de los Humildes             | Frente para la Victoria Santacruceña      | Gabriel Ernesto Torrengo            | 730                                | 22,21                      |                            | 3.287                      | 70,70                      |
| Capacidad y Dedicación                 | Frente para la Victoria Santacruceña      | Juan Pablo Gorjon                   | 723                                | 22,00                      |                            | 3.287                      | 70,70                      |
| Juntos Podemos                         | Frente para la Victoria Santacruceña      | José Roberto Vera Veas              | 291                                | 8,85                       |                            | 3.287                      | 70,70                      |
| Progreso para 28                       | Frente para la Victoria Santacruceña      | Claudia Beatriz Guenten             | 255                                | 7,76                       |                            | 3.287                      | 70,70                      |
|                                        | Unión para Vivir Mejor                    | Ahora sí Vamos a Cambiar            | Alberto Barrozo                    | 355                        | 28,56                      | 1.243                      | 26,74                      |
| Proyectar Santa Cruz                   | Unión para Vivir Mejor                    | Daniel Alberto Laguna               | 281                                | 22,61                      |                            | 1.243                      | 26,74                      |
| El Cambio Justo                        | Unión para Vivir Mejor                    | Carolina Beatriz Villegas           | 247                                | 19,87                      |                            | 1.243                      | 26,74                      |
| 28 para Todos                          | Unión para Vivir Mejor                    | Rubén Robinhson Delgado             | 203                                | 16,33                      |                            | 1.243                      | 26,74                      |
| Prosperidad y Desarrollo               | Unión para Vivir Mejor                    | Olga Elisabet Batista               | 157                                | 12,63                      |                            | 1.243                      | 26,74                      |
|                                        | Frente de Izquierda y de los Trabajadores | —                                   | Oscar Omar Perdomo                 | —                          | —                          | 119                        | 2,56                       |
| Votos positivos                        | Votos positivos                           | Votos positivos                     | Votos positivos                    | Votos positivos            | Votos positivos            | 4.649                      | 85,26                      |
| Votos en blanco                        | Votos en blanco                           | Votos en blanco                     | Votos en blanco                    | Votos en blanco            | Votos en blanco            | 736                        | 13,50                      |
| Votos nulos                            | Votos nulos                               | Votos nulos                         | Votos nulos                        | Votos nulos                | Votos nulos                | 68                         | 1,25                       |
| Participación                          | Participación                             | Participación                       | Participación                      | Participación              | Participación              | 5.453                      | 76,48                      |
| Electores registrados                  | Electores registrados                     | Electores registrados               | Electores registrados              | Electores registrados      | Electores registrados      | 7.130                      | 100                        |
| Caleta Olivia 1 Diputado               |                                           |                                     |                                    |                            |                            |                            |                            |
| Lema                                   | Lema                                      | Sublema                             | Candidato                          | Sublema                    | Sublema                    | Lema                       | Lema                       |
| Lema                                   | Lema                                      | Sublema                             | Candidato                          | Votos                      | %                          | Votos                      | %                          |
|                                        | Unión para Vivir Mejor                    | Caleta va a Vivir Mejor             | Sergio Daniel Bucci                | 6.188                      | 49,81                      | 12.423                     | 49,61                      |
| El Cambio Justo                        | Unión para Vivir Mejor                    | José W. Avellaneda Flores           | 2.951                              | 23,75                      |                            | 12.423                     | 49,61                      |
| Caleta Tiene Futuro                    | Unión para Vivir Mejor                    | Eva Irene Hassanie                  | 964                                | 7,76                       |                            | 12.423                     | 49,61                      |
| Proyecto Caleta                        | Unión para Vivir Mejor                    | Alicia Teresa Flores González       | 949                                | 7,64                       |                            | 12.423                     | 49,61                      |
| Valores para mi Ciudad                 | Unión para Vivir Mejor                    | José María Fioriti                  | 887                                | 7,14                       |                            | 12.423                     | 49,61                      |
| Por un Futuro Mejor                    | Unión para Vivir Mejor                    | Rolando Justo Coria                 | 484                                | 3,90                       |                            | 12.423                     | 49,61                      |
|                                        | Frente para la Victoria Santacruceña      | Sabemos como Hacerlo                | Eugenio Salvador Quiroga           | 6.358                      | 55,70                      | 11.415                     | 45,59                      |
| Siempre Caleta                         | Frente para la Victoria Santacruceña      | Susana Beatriz Cárdenas             | 1.938                              | 16,98                      |                            | 11.415                     | 45,59                      |
| Unidos por Caleta                      | Frente para la Victoria Santacruceña      | Ismael Ramón Machuca                | 1.199                              | 10,50                      |                            | 11.415                     | 45,59                      |
| Firmes y Dignos                        | Frente para la Victoria Santacruceña      | Emilio Eduardo Aybar Marincovic     | 943                                | 8,26                       |                            | 11.415                     | 45,59                      |
| Bases para Seguir Construyendo         | Frente para la Victoria Santacruceña      | Wilson Eduardo Parada               | 603                                | 5,28                       |                            | 11.415                     | 45,59                      |
| Soñando Juntos por Caleta              | Frente para la Victoria Santacruceña      | María del Carmen Carrizo            | 374                                | 3,28                       |                            | 11.415                     | 45,59                      |
|                                        | Frente de Izquierda y de los Trabajadores | —                                   | Claudia Guadalupe Fernández        | —                          | —                          | 1.203                      | 4,80                       |
| Votos positivos                        | Votos positivos                           | Votos positivos                     | Votos positivos                    | Votos positivos            | Votos positivos            | 25.041                     | 74,16                      |
| Votos en blanco                        | Votos en blanco                           | Votos en blanco                     | Votos en blanco                    | Votos en blanco            | Votos en blanco            | 8.345                      | 24,71                      |
| Votos nulos                            | Votos nulos                               | Votos nulos                         | Votos nulos                        | Votos nulos                | Votos nulos                | 382                        | 1,13                       |
| Participación                          | Participación                             | Participación                       | Participación                      | Participación              | Participación              | 33.768                     | 79,30                      |
| Electores registrados                  | Electores registrados                     | Electores registrados               | Electores registrados              | Electores registrados      | Electores registrados      | 42.580                     | 100                        |
| Comandante Luis Piedrabuena 1 Diputado |                                           |                                     |                                    |                            |                            |                            |                            |
| Lema                                   | Lema                                      | Sublema                             | Candidato                          | Sublema                    | Sublema                    | Lema                       | Lema                       |
| Lema                                   | Lema                                      | Sublema                             | Candidato                          | Votos                      | %                          | Votos                      | %                          |
|                                        | Frente para la Victoria Santacruceña      | Primero Piedrabuena                 | José Ramón Bodlovic                | —                          | —                          | 2.802                      | 67,26                      |
|                                        | Unión para Vivir Mejor                    | Juntos por un Cambio Mejor          | Néstor Fabián Aguilar              | 681                        | 49,93                      | 1.364                      | 32,74                      |
| El Cambio Justo                        | Unión para Vivir Mejor                    | María Alejandra Teyra               | 319                                | 23,39                      |                            | 1.364                      | 32,74                      |
| Por un Cambio                          | Unión para Vivir Mejor                    | Osvaldo Mario de Santis             | 233                                | 17,08                      |                            | 1.364                      | 32,74                      |
| Juntos Queremos Cambiar                | Unión para Vivir Mejor                    | Gustavo Luis Gregorio               | 131                                | 9,60                       |                            | 1.364                      | 32,74                      |
| Votos positivos                        | Votos positivos                           | Votos positivos                     | Votos positivos                    | Votos positivos            | Votos positivos            | 4.166                      | 86,92                      |
| Votos en blanco                        | Votos en blanco                           | Votos en blanco                     | Votos en blanco                    | Votos en blanco            | Votos en blanco            | 604                        | 12,60                      |
| Votos nulos                            | Votos nulos                               | Votos nulos                         | Votos nulos                        | Votos nulos                | Votos nulos                | 23                         | 0,48                       |
| Participación                          | Participación                             | Participación                       | Participación                      | Participación              | Participación              | 4.793                      | 75,35                      |
| Electores registrados                  | Electores registrados                     | Electores registrados               | Electores registrados              | Electores registrados      | Electores registrados      | 6.361                      | 100                        |
| El Calafate 1 Diputado                 |                                           |                                     |                                    |                            |                            |                            |                            |
| Lema                                   | Lema                                      | Sublema                             | Candidato                          | Sublema                    | Sublema                    | Lema                       | Lema                       |
| Lema                                   | Lema                                      | Sublema                             | Candidato                          | Votos                      | %                          | Votos                      | %                          |
|                                        | Frente para la Victoria Santacruceña      | Primero Calafate                    | Jorge Mario Arabel                 | 3.306                      | 49,51                      | 6.678                      | 68,66                      |
| Calafate Avanza                        | Frente para la Victoria Santacruceña      | Alexis Gustavo Simunovic            | 2.688                              | 40,25                      |                            | 6.678                      | 68,66                      |
| Desarrollo para Calafate               | Frente para la Victoria Santacruceña      | Hugo César Gardes                   | 684                                | 10,24                      |                            | 6.678                      | 68,66                      |
|                                        | Unión para Vivir Mejor                    | Vamos a Vivir Mejor                 | Mario Gabriel Guenna               | 992                        | 36,80                      | 2.696                      | 27,72                      |
| El Cambio en Calafate                  | Unión para Vivir Mejor                    | Mario José Iglesias                 | 726                                | 26,93                      |                            | 2.696                      | 27,72                      |
| Encuentro Ciudadano                    | Unión para Vivir Mejor                    | Juan Francisco José Rivas           | 572                                | 21,22                      |                            | 2.696                      | 27,72                      |
| El Calafate y Vos                      | Unión para Vivir Mejor                    | Marga Organda Vera Low              | 217                                | 8,05                       |                            | 2.696                      | 27,72                      |
| Todos Juntos                           | Unión para Vivir Mejor                    | Toribio Luis Casas                  | 189                                | 7,01                       |                            | 2.696                      | 27,72                      |
|                                        | Frente de Izquierda y de los Trabajadores | —                                   | Santos Guerrero                    | —                          | —                          | 352                        | 3,62                       |
| Votos positivos                        | Votos positivos                           | Votos positivos                     | Votos positivos                    | Votos positivos            | Votos positivos            | 9.726                      | 75,91                      |
| Votos en blanco                        | Votos en blanco                           | Votos en blanco                     | Votos en blanco                    | Votos en blanco            | Votos en blanco            | 2.949                      | 23,02                      |
| Votos nulos                            | Votos nulos                               | Votos nulos                         | Votos nulos                        | Votos nulos                | Votos nulos                | 138                        | 1,08                       |
| Participación                          | Participación                             | Participación                       | Participación                      | Participación              | Participación              | 12.813                     | 74,21                      |
| Electores registrados                  | Electores registrados                     | Electores registrados               | Electores registrados              | Electores registrados      | Electores registrados      | 17.267                     | 100                        |
| Gobernador Gregores 1 Diputado         |                                           |                                     |                                    |                            |                            |                            |                            |
| Lema                                   | Lema                                      | Sublema                             | Candidato                          | Sublema                    | Sublema                    | Lema                       | Lema                       |
| Lema                                   | Lema                                      | Sublema                             | Candidato                          | Votos                      | %                          | Votos                      | %                          |
|                                        | Frente para la Victoria Santacruceña      | Juntos por Gregores                 | Claudio Alejandrino Barría Peralta | 804                        | 55,79                      | 1.441                      | 66,91                      |
| Compartir Gregores                     | Frente para la Victoria Santacruceña      | Jorge Antonio Poklepovic            | 637                                | 44,21                      |                            | 1.441                      | 66,91                      |
|                                        | Unión para Vivir Mejor                    | Juntos para Vivir Mejor             | José Mario Guza                    | 282                        | 51,84                      | 544                        | 25,22                      |
| Por un Gregores Mejor                  | Unión para Vivir Mejor                    | Ángel José Fernández González       | 262                                | 48,16                      |                            | 544                        | 25,22                      |
|                                        | Frente de Izquierda y de los Trabajadores | —                                   | Juan Ramón Mercado                 | —                          | —                          | 172                        | 7,97                       |
| Votos positivos                        | Votos positivos                           | Votos positivos                     | Votos positivos                    | Votos positivos            | Votos positivos            | 2.157                      | 80,40                      |
| Votos en blanco                        | Votos en blanco                           | Votos en blanco                     | Votos en blanco                    | Votos en blanco            | Votos en blanco            | 506                        | 18,86                      |
| Votos nulos                            | Votos nulos                               | Votos nulos                         | Votos nulos                        | Votos nulos                | Votos nulos                | 20                         | 0,75                       |
| Participación                          | Participación                             | Participación                       | Participación                      | Participación              | Participación              | 2.683                      | 74,18                      |
| Electores registrados                  | Electores registrados                     | Electores registrados               | Electores registrados              | Electores registrados      | Electores registrados      | 3.617                      | 100                        |
| Las Heras 1 Diputado                   |                                           |                                     |                                    |                            |                            |                            |                            |
| Lema                                   | Lema                                      | Sublema                             | Candidato                          | Sublema                    | Sublema                    | Lema                       | Lema                       |
| Lema                                   | Lema                                      | Sublema                             | Candidato                          | Votos                      | %                          | Votos                      | %                          |
|                                        | Frente para la Victoria Santacruceña      | Construyendo Kolina                 | Víctor Hugo Álvarez                | 1.408                      | 24,62                      | 5.719                      | 53,84                      |
| Camino a la Victoria                   | Frente para la Victoria Santacruceña      | Orlando Eduardo Daniel Uribe        | 1.143                              | 19,99                      |                            | 5.719                      | 53,84                      |
| Todos por Las Heras                    | Frente para la Victoria Santacruceña      | Fabio Walter Paillao                | 1.042                              | 18,22                      |                            | 5.719                      | 53,84                      |
| Forjar Las Heras                       | Frente para la Victoria Santacruceña      | Gabriela Cecilia Vanucci            | 789                                | 13,80                      |                            | 5.719                      | 53,84                      |
| Por un Mejor Futuro                    | Frente para la Victoria Santacruceña      | Claudio César Fuentes               | 298                                | 5,21                       |                            | 5.719                      | 53,84                      |
| Primero Santa Cruz                     | Frente para la Victoria Santacruceña      | Jaime Gabriel Olave                 | 284                                | 4,97                       |                            | 5.719                      | 53,84                      |
| JP Oktubre                             | Frente para la Victoria Santacruceña      | Darío Esteban Galbán                | 271                                | 4,74                       |                            | 5.719                      | 53,84                      |
| 1.ª Opción para los Jóvenes            | Frente para la Victoria Santacruceña      | Javier Amado Toledo                 | 266                                | 4,65                       |                            | 5.719                      | 53,84                      |
| 17 de Octubre                          | Frente para la Victoria Santacruceña      | Dolorindo Alonso Santander          | 218                                | 3,81                       |                            | 5.719                      | 53,84                      |
|                                        | Unión para Vivir Mejor                    | Creer es Crear                      | Omar Antonio Muñoz                 | 1.961                      | 42,82                      | 4.580                      | 43,12                      |
| Unión para Cambiar Las Heras           | Unión para Vivir Mejor                    | Cristian Javier Ojeda               | 943                                | 20,59                      |                            | 4.580                      | 43,12                      |
| Las Heras Somos Todos                  | Unión para Vivir Mejor                    | Jesús Ariel Peña                    | 648                                | 14,15                      |                            | 4.580                      | 43,12                      |
| Todos por el Cambio                    | Unión para Vivir Mejor                    | Abel Marcos Santamaría              | 592                                | 12,93                      |                            | 4.580                      | 43,12                      |
| El Cambio es de Todos                  | Unión para Vivir Mejor                    | Hilaria Yanina Figueredo            | 436                                | 9,52                       |                            | 4.580                      | 43,12                      |
|                                        | Frente de Izquierda y de los Trabajadores | —                                   | José Patricio Ayala                | —                          | —                          | 323                        | 3,04                       |
| Votos positivos                        | Votos positivos                           | Votos positivos                     | Votos positivos                    | Votos positivos            | Votos positivos            | 10.622                     | 82,34                      |
| Votos en blanco                        | Votos en blanco                           | Votos en blanco                     | Votos en blanco                    | Votos en blanco            | Votos en blanco            | 2.138                      | 16,57                      |
| Votos nulos                            | Votos nulos                               | Votos nulos                         | Votos nulos                        | Votos nulos                | Votos nulos                | 140                        | 1,09                       |
| Participación                          | Participación                             | Participación                       | Participación                      | Participación              | Participación              | 12.900                     | 76,60                      |
| Electores registrados                  | Electores registrados                     | Electores registrados               | Electores registrados              | Electores registrados      | Electores registrados      | 16.841                     | 100                        |
| Los Antiguos 1 Diputado                |                                           |                                     |                                    |                            |                            |                            |                            |
| Lema                                   | Lema                                      | Sublema                             | Candidato                          | Sublema                    | Sublema                    | Lema                       | Lema                       |
| Lema                                   | Lema                                      | Sublema                             | Candidato                          | Votos                      | %                          | Votos                      | %                          |
|                                        | Frente para la Victoria Santacruceña      | Todos por Los Antiguos              | César Adriel Ormeño                | 929                        | 45,63                      | 2.036                      | 80,44                      |
| Agrupación Frente Antigüense           | Frente para la Victoria Santacruceña      | Jesús Ariel Cid                     | 533                                | 26,18                      |                            | 2.036                      | 80,44                      |
| Lealtad y Compromiso                   | Frente para la Victoria Santacruceña      | Oscar Sandoval                      | 335                                | 16,45                      |                            | 2.036                      | 80,44                      |
| Gestión y Compromiso                   | Frente para la Victoria Santacruceña      | Sebastián Alberto Gatti             | 239                                | 11,74                      |                            | 2.036                      | 80,44                      |
|                                        | Unión para Vivir Mejor                    | Juntos por el Cambio                | Ramón Roberto Ruiz                 | —                          | —                          | 391                        | 15,45                      |
|                                        | Frente de Izquierda y de los Trabajadores | —                                   | Marcos Esteban Nahuelguer          | —                          | —                          | 104                        | 4,11                       |
| Votos positivos                        | Votos positivos                           | Votos positivos                     | Votos positivos                    | Votos positivos            | Votos positivos            | 2.531                      | 91,40                      |
| Votos en blanco                        | Votos en blanco                           | Votos en blanco                     | Votos en blanco                    | Votos en blanco            | Votos en blanco            | 200                        | 7,22                       |
| Votos nulos                            | Votos nulos                               | Votos nulos                         | Votos nulos                        | Votos nulos                | Votos nulos                | 38                         | 1,37                       |
| Participación                          | Participación                             | Participación                       | Participación                      | Participación              | Participación              | 2.769                      | 79,20                      |
| Electores registrados                  | Electores registrados                     | Electores registrados               | Electores registrados              | Electores registrados      | Electores registrados      | 3.496                      | 100                        |
| Perito Moreno 1 Diputado               |                                           |                                     |                                    |                            |                            |                            |                            |
| Lema                                   | Lema                                      | Sublema                             | Candidato                          | Sublema                    | Sublema                    | Lema                       | Lema                       |
| Lema                                   | Lema                                      | Sublema                             | Candidato                          | Votos                      | %                          | Votos                      | %                          |
|                                        | Frente para la Victoria Santacruceña      | Perito Somos Todos                  | Javier Francisco Ceferino Flores   | 1.287                      | 53,38                      | 2.411                      | 67,84                      |
| Juventud la Fuerza de Perito           | Frente para la Victoria Santacruceña      | Silvio Rubén Suárez                 | 621                                | 25,76                      |                            | 2.411                      | 67,84                      |
| Siempre Perito Moreno                  | Frente para la Victoria Santacruceña      | Néstor Javier Maldonado             | 503                                | 20,86                      |                            | 2.411                      | 67,84                      |
|                                        | Unión para Vivir Mejor                    | Sumar para Crecer                   | Fabiana del Valle Gómez            | 419                        | 43,02                      | 974                        | 27,41                      |
| Igualdad, Futuro y Compromiso          | Unión para Vivir Mejor                    | Axel Taher Roberts Abboud           | 417                                | 42,81                      |                            | 974                        | 27,41                      |
| Primero Perito Moreno                  | Unión para Vivir Mejor                    | Carlos Enrique Mariqueo             | 138                                | 14,17                      |                            | 974                        | 27,41                      |
|                                        | Frente de Izquierda y de los Trabajadores | —                                   | Gastón Leonardo Castro             | —                          | —                          | 169                        | 4,76                       |
| Votos positivos                        | Votos positivos                           | Votos positivos                     | Votos positivos                    | Votos positivos            | Votos positivos            | 3.554                      | 89,10                      |
| Votos en blanco                        | Votos en blanco                           | Votos en blanco                     | Votos en blanco                    | Votos en blanco            | Votos en blanco            | 382                        | 9,58                       |
| Votos nulos                            | Votos nulos                               | Votos nulos                         | Votos nulos                        | Votos nulos                | Votos nulos                | 53                         | 1,33                       |
| Participación                          | Participación                             | Participación                       | Participación                      | Participación              | Participación              | 3.989                      | 72,87                      |
| Electores registrados                  | Electores registrados                     | Electores registrados               | Electores registrados              | Electores registrados      | Electores registrados      | 5.474                      | 100                        |
| Pico Truncado 1 Diputado               |                                           |                                     |                                    |                            |                            |                            |                            |
| Lema                                   | Lema                                      | Sublema                             | Candidato                          | Sublema                    | Sublema                    | Lema                       | Lema                       |
| Lema                                   | Lema                                      | Sublema                             | Candidato                          | Votos                      | %                          | Votos                      | %                          |
|                                        | Unión para Vivir Mejor                    | Socialismo Santacruceño             | Clotilde Viviana Martínez          | 2.241                      | 36,58                      | 6.126                      | 56,29                      |
| El Cambio ya Empezó                    | Unión para Vivir Mejor                    | Félix Adrián Gonzalo                | 1.466                              | 23,93                      |                            | 6.126                      | 56,29                      |
| Cambiás Vos Cambia Pico                | Unión para Vivir Mejor                    | Víctor Vicente Martensen            | 1.435                              | 23,42                      |                            | 6.126                      | 56,29                      |
| Encuentro Ciudadano                    | Unión para Vivir Mejor                    | Carlos Gumercindo Toledo Vargas     | 758                                | 12,37                      |                            | 6.126                      | 56,29                      |
| Somos la Diferencia                    | Unión para Vivir Mejor                    | Miguel Ángel Jáuregui               | 226                                | 3,69                       |                            | 6.126                      | 56,29                      |
|                                        | Frente para la Victoria Santacruceña      | Primero Pico Truncado               | Manuel Martín Sotomayor            | 2.677                      | 58,98                      | 4.539                      | 41,71                      |
| Truncado Avanza                        | Frente para la Victoria Santacruceña      | Alejandra Leonor del Castillo       | 883                                | 19,45                      |                            | 4.539                      | 41,71                      |
| Ahora Truncado                         | Frente para la Victoria Santacruceña      | Maximiliano Esteban Carrasco        | 392                                | 8,64                       |                            | 4.539                      | 41,71                      |
| Truncado Primero                       | Frente para la Victoria Santacruceña      | Eva Inés Kriss                      | 295                                | 6,50                       |                            | 4.539                      | 41,71                      |
| Truncado Gana                          | Frente para la Victoria Santacruceña      | Miguel Ángel Macias                 | 292                                | 6,43                       |                            | 4.539                      | 41,71                      |
|                                        | Frente de Izquierda y de los Trabajadores | —                                   | Sergio Daniel Chaile               | —                          | —                          | 217                        | 1,99                       |
| Votos positivos                        | Votos positivos                           | Votos positivos                     | Votos positivos                    | Votos positivos            | Votos positivos            | 10.882                     | 73,11                      |
| Votos en blanco                        | Votos en blanco                           | Votos en blanco                     | Votos en blanco                    | Votos en blanco            | Votos en blanco            | 3.810                      | 25,60                      |
| Votos nulos                            | Votos nulos                               | Votos nulos                         | Votos nulos                        | Votos nulos                | Votos nulos                | 192                        | 1,29                       |
| Participación                          | Participación                             | Participación                       | Participación                      | Participación              | Participación              | 14.884                     | 78,64                      |
| Electores registrados                  | Electores registrados                     | Electores registrados               | Electores registrados              | Electores registrados      | Electores registrados      | 18.926                     | 100                        |
| Puerto Deseado 1 Diputado              |                                           |                                     |                                    |                            |                            |                            |                            |
| Lema                                   | Lema                                      | Sublema                             | Candidato                          | Sublema                    | Sublema                    | Lema                       | Lema                       |
| Lema                                   | Lema                                      | Sublema                             | Candidato                          | Votos                      | %                          | Votos                      | %                          |
|                                        | Frente para la Victoria Santacruceña      | Frente de la Esperanza              | Carlos Alcides Santi               | 2.615                      | 56,54                      | 4.625                      | 67,46                      |
| Vamos Deseado                          | Frente para la Victoria Santacruceña      | Santiago Aberastain Zubimendi       | 1.135                              | 24,54                      |                            | 4.625                      | 67,46                      |
| Compromiso por Puerto Deseado          | Frente para la Victoria Santacruceña      | Ana María Parejas                   | 443                                | 9,58                       |                            | 4.625                      | 67,46                      |
| Pensando el Futuro                     | Frente para la Victoria Santacruceña      | Edgardo Gustavo Donato              | 432                                | 9,34                       |                            | 4.625                      | 67,46                      |
|                                        | Unión para Vivir Mejor                    | Por un Deseado Mejor                | Martín Alejandro di Franco         | 933                        | 43,76                      | 2.132                      | 31,10                      |
| Deseado va a Vivir Mejor               | Unión para Vivir Mejor                    | Daniel Claudio Sampayo              | 480                                | 22,51                      |                            | 2.132                      | 31,10                      |
| El Cambio Justo                        | Unión para Vivir Mejor                    | Juvenal Abdón Díaz                  | 460                                | 21,58                      |                            | 2.132                      | 31,10                      |
| Lealtad con Fe                         | Unión para Vivir Mejor                    | Mónica Raquel Villaverde            | 92                                 | 4,32                       |                            | 2.132                      | 31,10                      |
| Empieza el Cambio                      | Unión para Vivir Mejor                    | Arístides Roberto Sergio Córdoba    | 69                                 | 3,21                       |                            | 2.132                      | 31,10                      |
| Deseadenses Unidos                     | Unión para Vivir Mejor                    | Gloria Viviana Otero                | 55                                 | 2,58                       |                            | 2.132                      | 31,10                      |
| Encuentro Ciudadano                    | Unión para Vivir Mejor                    | Roberto Adrián Escalada             | 43                                 | 2,02                       |                            | 2.132                      | 31,10                      |
|                                        | Frente de Izquierda y de los Trabajadores | —                                   | Marcelo Ariel Ramos                | —                          | —                          | 99                         | 1,44                       |
| Votos positivos                        | Votos positivos                           | Votos positivos                     | Votos positivos                    | Votos positivos            | Votos positivos            | 6.856                      | 85,68                      |
| Votos en blanco                        | Votos en blanco                           | Votos en blanco                     | Votos en blanco                    | Votos en blanco            | Votos en blanco            | 902                        | 11,27                      |
| Votos nulos                            | Votos nulos                               | Votos nulos                         | Votos nulos                        | Votos nulos                | Votos nulos                | 244                        | 3,05                       |
| Participación                          | Participación                             | Participación                       | Participación                      | Participación              | Participación              | 8.002                      | 74,16                      |
| Electores registrados                  | Electores registrados                     | Electores registrados               | Electores registrados              | Electores registrados      | Electores registrados      | 10.790                     | 100                        |
| Puerto San Julián 1 Diputado           |                                           |                                     |                                    |                            |                            |                            |                            |
| Lema                                   | Lema                                      | Sublema                             | Candidato                          | Sublema                    | Sublema                    | Lema                       | Lema                       |
| Lema                                   | Lema                                      | Sublema                             | Candidato                          | Votos                      | %                          | Votos                      | %                          |
|                                        | Unión para Vivir Mejor                    | Vamos a Vivir Mejor                 | Daniel José Gardonio               | 3.342                      | 97,72                      | 3.420                      | 59,75                      |
| El Camino del Cambio                   | Unión para Vivir Mejor                    | David Iván Harrington               | 78                                 | 2,28                       |                            | 3.420                      | 59,75                      |
|                                        | Frente para la Victoria Santacruceña      | Nueva Referencia                    | Leonardo Darío Álvarez             | 1.636                      | 71,01                      | 2.304                      | 40,25                      |
| San Julián Somos Todos                 | Frente para la Victoria Santacruceña      | Nelly Beatriz Ruiz                  | 517                                | 22,44                      |                            | 2.304                      | 40,25                      |
| Militancia Sanjulianense               | Frente para la Victoria Santacruceña      | Silvia Victorina Erichsen           | 151                                | 6,55                       |                            | 2.304                      | 40,25                      |
| Votos positivos                        | Votos positivos                           | Votos positivos                     | Votos positivos                    | Votos positivos            | Votos positivos            | 5.724                      | 89,79                      |
| Votos en blanco                        | Votos en blanco                           | Votos en blanco                     | Votos en blanco                    | Votos en blanco            | Votos en blanco            | 599                        | 9,40                       |
| Votos nulos                            | Votos nulos                               | Votos nulos                         | Votos nulos                        | Votos nulos                | Votos nulos                | 52                         | 0,82                       |
| Participación                          | Participación                             | Participación                       | Participación                      | Participación              | Participación              | 6.375                      | 74,01                      |
| Electores registrados                  | Electores registrados                     | Electores registrados               | Electores registrados              | Electores registrados      | Electores registrados      | 8.614                      | 100                        |
| Puerto Santa Cruz 1 Diputado           |                                           |                                     |                                    |                            |                            |                            |                            |
| Lema                                   | Lema                                      | Sublema                             | Candidato                          | Sublema                    | Sublema                    | Lema                       | Lema                       |
| Lema                                   | Lema                                      | Sublema                             | Candidato                          | Votos                      | %                          | Votos                      | %                          |
|                                        | Frente para la Victoria Santacruceña      | Transformación Santacruceña         | Santos Oscar Lemes                 | 705                        | 31,96                      | 2.206                      | 78,87                      |
| Primero Puerto Santa Cruz              | Frente para la Victoria Santacruceña      | Aníbal Ernesto Pernas               | 608                                | 27,56                      |                            | 2.206                      | 78,87                      |
| Renovando Esperanzas                   | Frente para la Victoria Santacruceña      | Nirma del Carmen Yáñez Oyarzún      | 604                                | 27,38                      |                            | 2.206                      | 78,87                      |
| Gestión Integradora Santacruceña       | Frente para la Victoria Santacruceña      | Tomasa Delia Medina                 | 289                                | 13,10                      |                            | 2.206                      | 78,87                      |
|                                        | Unión para Vivir Mejor                    | Podemos Vivir Mejor                 | María Luisa Fernández              | —                          | —                          | 533                        | 19,06                      |
|                                        | Frente de Izquierda y de los Trabajadores | —                                   | Jorge Fernando Cardozo             | —                          | —                          | 58                         | 2,07                       |
| Votos positivos                        | Votos positivos                           | Votos positivos                     | Votos positivos                    | Votos positivos            | Votos positivos            | 2.797                      | 87,60                      |
| Votos en blanco                        | Votos en blanco                           | Votos en blanco                     | Votos en blanco                    | Votos en blanco            | Votos en blanco            | 376                        | 11,78                      |
| Votos nulos                            | Votos nulos                               | Votos nulos                         | Votos nulos                        | Votos nulos                | Votos nulos                | 20                         | 0,63                       |
| Participación                          | Participación                             | Participación                       | Participación                      | Participación              | Participación              | 3.193                      | 77,88                      |
| Electores registrados                  | Electores registrados                     | Electores registrados               | Electores registrados              | Electores registrados      | Electores registrados      | 4.100                      | 100                        |
| Río Gallegos 1 Diputado                |                                           |                                     |                                    |                            |                            |                            |                            |
| Lema                                   | Lema                                      | Sublema                             | Candidato                          | Sublema                    | Sublema                    | Lema                       | Lema                       |
| Lema                                   | Lema                                      | Sublema                             | Candidato                          | Votos                      | %                          | Votos                      | %                          |
|                                        | Unión para Vivir Mejor                    | Aceptá el Desafío                   | Santiago Andrés Gómez Liquitay     | 8.125                      | 28,28                      | 28.758                     | 53,39                      |
| Gallegos Merece Estar Mejor            | Unión para Vivir Mejor                    | Fabián Manuel Pérez                 | 6.590                              | 22,92                      |                            | 28.758                     | 53,39                      |
| Ahora Sí                               | Unión para Vivir Mejor                    | Rita Mabel Villegas                 | 4.086                              | 14,21                      |                            | 28.758                     | 53,39                      |
| El Cambio Justo                        | Unión para Vivir Mejor                    | Oscar Marcelo Álvarez               | 3.918                              | 13,62                      |                            | 28.758                     | 53,39                      |
| Encuentro Ciudadano                    | Unión para Vivir Mejor                    | Javier Ignacio Pérez Gallart        | 2.718                              | 9,45                       |                            | 28.758                     | 53,39                      |
| Cambiemos Río Gallegos                 | Unión para Vivir Mejor                    | José Luis Janesak                   | 2.285                              | 7,95                       |                            | 28.758                     | 53,39                      |
| El Camino del Cambio                   | Unión para Vivir Mejor                    | Mario Eduardo Muro                  | 1.036                              | 3,60                       |                            | 28.758                     | 53,39                      |
|                                        | Frente para la Victoria Santacruceña      | Construyamos Juntos en Río Gallegos | Julio Daniel Álvarez               | 7.609                      | 33,34                      | 22.820                     | 42,37                      |
| Río Gallegos Entre Todos               | Frente para la Victoria Santacruceña      | Roberto Luis Borselli               | 5.596                              | 24,52                      |                            | 22.820                     | 42,37                      |
| Sol para Todos                         | Frente para la Victoria Santacruceña      | Harold John Bark                    | 4.872                              | 21,35                      |                            | 22.820                     | 42,37                      |
| Sueños Santacruceños                   | Frente para la Victoria Santacruceña      | Mauricio Enrique Neira              | 1.752                              | 7,68                       |                            | 22.820                     | 42,37                      |
| Kolina Integración Río Gallegos        | Frente para la Victoria Santacruceña      | Juan Carlos Barrientos              | 1.240                              | 5,43                       |                            | 22.820                     | 42,37                      |
| Primero Santa Cruz                     | Frente para la Victoria Santacruceña      | Mauricio Bernardo Mariani           | 999                                | 4,38                       |                            | 22.820                     | 42,37                      |
| Kolina Transformando Río Gallegos      | Frente para la Victoria Santacruceña      | Alberto Cruz Segovia                | 752                                | 3,30                       |                            | 22.820                     | 42,37                      |
|                                        | Frente de Izquierda y de los Trabajadores | —                                   | Diego Héctor Ferro                 | —                          | —                          | 2.032                      | 3,77                       |
|                                        | Movimiento Socialista de los Trabajadores | —                                   | Martha Cristina Groppa             | —                          | —                          | 252                        | 0,47                       |
| Votos positivos                        | Votos positivos                           | Votos positivos                     | Votos positivos                    | Votos positivos            | Votos positivos            | 53.862                     | 82,13                      |
| Votos en blanco                        | Votos en blanco                           | Votos en blanco                     | Votos en blanco                    | Votos en blanco            | Votos en blanco            | 11.021                     | 16,81                      |
| Votos nulos                            | Votos nulos                               | Votos nulos                         | Votos nulos                        | Votos nulos                | Votos nulos                | 698                        | 1,06                       |
| Participación                          | Participación                             | Participación                       | Participación                      | Participación              | Participación              | 65.581                     | 78,91                      |
| Electores registrados                  | Electores registrados                     | Electores registrados               | Electores registrados              | Electores registrados      | Electores registrados      | 83.107                     | 100                        |
| Río Turbio 1 Diputado                  |                                           |                                     |                                    |                            |                            |                            |                            |
| Lema                                   | Lema                                      | Sublema                             | Candidato                          | Sublema                    | Sublema                    | Lema                       | Lema                       |
| Lema                                   | Lema                                      | Sublema                             | Candidato                          | Votos                      | %                          | Votos                      | %                          |
|                                        | Frente para la Victoria Santacruceña      | Crecimiento y Progreso              | Darío Javier Menna                 | 1.161                      | 39,73                      | 2.922                      | 53,30                      |
| Juntos a la Victoria                   | Frente para la Victoria Santacruceña      | Cristian Adriano Segundo Villagra   | 830                                | 28,41                      |                            | 2.922                      | 53,30                      |
| Arriba Río Turbio                      | Frente para la Victoria Santacruceña      | Bárbara Silvana de Cristofaro       | 695                                | 23,79                      |                            | 2.922                      | 53,30                      |
| Desarrollo Río Turbio                  | Frente para la Victoria Santacruceña      | Mario Hervin Castillo               | 236                                | 8,08                       |                            | 2.922                      | 53,30                      |
|                                        | Unión para Vivir Mejor                    | Juntos para el Cambio               | Alicia Inés Álvarez                | 1.609                      | 62,85                      | 2.560                      | 46,70                      |
| La Generación del Cambio               | Unión para Vivir Mejor                    | Marcelo Germán Aguirre              | 793                                | 30,98                      |                            | 2.560                      | 46,70                      |
| El Cambio Justo                        | Unión para Vivir Mejor                    | Ramón Antonio González              | 158                                | 6,17                       |                            | 2.560                      | 46,70                      |
| Votos positivos                        | Votos positivos                           | Votos positivos                     | Votos positivos                    | Votos positivos            | Votos positivos            | 5.482                      | 78,16                      |
| Votos en blanco                        | Votos en blanco                           | Votos en blanco                     | Votos en blanco                    | Votos en blanco            | Votos en blanco            | 1.455                      | 20,74                      |
| Votos nulos                            | Votos nulos                               | Votos nulos                         | Votos nulos                        | Votos nulos                | Votos nulos                | 77                         | 1,10                       |
| Participación                          | Participación                             | Participación                       | Participación                      | Participación              | Participación              | 7.014                      | 76,11                      |
| Electores registrados                  | Electores registrados                     | Electores registrados               | Electores registrados              | Electores registrados      | Electores registrados      | 9.216                      | 100                        |